# Доберман
Доберманът (доберман пинчер) е порода куче, създадена в Тюрингия, Германия в края на XIX век. Оригиналното име на породата е тюрингски пинчер, но след смъртта на своя създател Фридрих Луис Доберман през 1894 година, е заменено на доберман пинчер. След 1949 година е премахната думата пинчер, и се казва Доберман.

## Характеристики

### Външен вид
Високо, стройно и хармонично свързано куче с квадратен формат. Елегантните линии на тялото му, гордата стойка и незаменимият характер го правят незаменим компаньон и самоотвержен защитник, ако се наложи. В същото време са много дружелюбни и добри към стопаните си.

### Размер
Размери според FCI: Ръст: мъжки-65-70 см, женски -63-67 см. тегло – 20 – 26 кг.
Размери според AKC:Ръст:мъжки-66-71 см, женски -61-66 см.
Размери според KC (The Kennel club) мъжки идеално 69 см. женски идеално 65 см.

### Цвят
Черен, кафяв и син с ръждиво-червени петна. Типичният черен цвят с кафява муцуна, лапи и в частност корем, се нарича плащ с подплащници.

### Глава
Пропорционална на тялото. Черепната част, погледната отгоре, има клиновидна форма, не е много широка между ушите и почти плоска, като към темето има леко заобляне. Медианната бразда е забележима. Надочните дъги не са много развити. Стопът е плавен, но очевиден. Муцуната е пропорционална на черепната част и добре развита. Отворът на устата трябва да стига до кътните зъби. Устните са месести и плътни, прилепнали към долната челюст, осигурявайки перфектно затваряне на устата, пигментирани са тъмно.

### Нрав
Доберманът е единствената порода куче, чиято насоченост е да бъде телохранител на своя стопанин.
Интелигентен, лесно податлив на обучение, силен и ловък той живее с желанието да служи на човека. Пълен с енергия, весел и общителен той създава здрава връзка със своето човешко семейство и особено с „избрания“ човек, който остава единствен за него за цял живот. Доберманът съществува за да бъде до стопанина си, да се грижи за него и да пази неговия живот. Недоверчив е към други хора.

### Интелект
По интелигентност доберманът се намира в първа група на пета позиция. Това означава, че за заучаване на дадена команда са необходими по-малко от пет повторения. Пред него се нареждат, както следва:
4. Голдън Ретривър,
3. Немска Овчарка,
2. Пудел
1.Бордър коли.
Несъмнено изключително умно и разсъдливо животно.

### Враждебност
Темпераментен, но овладян и дружелюбен. Приятелски настроен към деца, но непоколебим и ефикасен срещу всеки натрапник.

## Здраве
Средно доберманите живеят между 10 и 14 години, те често страдат от редица здравословни проблеми – разширена кардиомиопатия, маточна гръбначна нестабилност, болест на простатата. Поради тяхната порода оформянето или рязане на техните уши е препоръчително за да се предотврати бъдещо сериозно инфекциозно заболяване. Повечето стопани го правят заради 'модата' но други заради кучето. Рязането на тяхната опашка също е по избор. Те нямат усет в по долната част която бива изрязвана. Те са буйни кучета и при инцидентно сбиване рязана опашка може да им спаси живота им.

Доберманът е предразположен към тазобедрена дисплазия и стомашна дилатация и синдром на волвулус (превъртане на стомаха).